# سوبولوسلام (شهر)
سوبولوسلام (به لاتین: Subulussalam) یک منطقهٔ مسکونی در اندونزی است که در آچه واقع شده‌است.
 سوبولوسلام ۱٬۳۹۱ کیلومتر مربع مساحت و ۷۹٬۹۹۱ نفر جمعیت دارد.